# Gastón Álvarez
Pedro Gastón Álvarez Sosa (Melo, Uruguay, 24 de marzo de 2000) es un futbolista con doble nacionalidad uruguaya y española que juega como defensa central en el Al-Qadisiyah Football Club de la Liga Profesional Saudí.

## Trayectoria
Debuta como semiprofesional en el Boca de Melo en el año 2015 luego fue fichado por Defensor Sporting.
Debuta profesionalmente con el Defensor Sporting en la Primera División de Uruguay el 31 de marzo de 2019 jugando los 90 minutos en una derrota por 4-2 frente al Racing Club de Montevideo. Su primer gol llega el siguiente 11 de mayo en el 1-1 frente al River Plate de Montevideo.
Gastón firma por el Boston River en abril de 2021 tras el descenso de Defensor a Segunda División. El 28 de enero de 2022 se oficializa su incorporación como cedido temporada y media al Getafe CF de la Primera División de España.

## Estadísticas

### Clubes
Actualizado al último partido disputado el 6 de diciembre de 2024.
| Club                              | Div.          | Temporada     | Liga  | Liga  | Copas nacionales | Copas nacionales | Copas internacionales | Copas internacionales | Total | Total |
| Club                              | Div.          | Temporada     | Part. | Goles | Part.            | Goles            | Part.                 | Goles                 | Part. | Goles |
| --------------------------------- | ------------- | ------------- | ----- | ----- | ---------------- | ---------------- | --------------------- | --------------------- | ----- | ----- |
| Defensor Sporting Club · Uruguay  | 1.ª           | 2019          | 25    | 2     | 0                | 0                | —                     | —                     | 25    | 2     |
| Defensor Sporting Club · Uruguay  | 1.ª           | 2020          | 4     | 0     | 0                | 0                | —                     | —                     | 4     | 0     |
| Defensor Sporting Club · Uruguay  | Total club    | Total club    | 29    | 2     | 0                | 0                | 0                     | 0                     | 29    | 2     |
| C. A. Boston River · Uruguay      | 1.ª           | 2021          | 19    | 2     | 0                | 0                | —                     | —                     | 19    | 2     |
| C. A. Boston River · Uruguay      | Total club    | Total club    | 19    | 2     | 0                | 0                | 0                     | 0                     | 19    | 2     |
| Getafe C. F. · España             | 1.ª           | 2022-23       | 22    | 2     | 3                | 0                | —                     | —                     | 25    | 2     |
| Getafe C. F. · España             | 1.ª           | 2023-24       | 34    | 2     | 3                | 0                | —                     | —                     | 37    | 2     |
| Getafe C. F. · España             | Total club    | Total club    | 56    | 4     | 6                | 0                | 0                     | 0                     | 62    | 4     |
| Al-Qadisiyah F. C. Arabia Saudita | 1.ª           | 2024-25       | 11    | 1     | 2                | 0                | —                     | —                     | 13    | 1     |
| Al-Qadisiyah F. C. Arabia Saudita | Total club    | Total club    | 11    | 1     | 2                | 0                | 0                     | 0                     | 13    | 1     |
| Total carrera                     | Total carrera | Total carrera | 115   | 9     | 8                | 0                | 0                     | 0                     | 123   | 9     |